# Evloghi Gheorghiev și Hristo Gheorghiev
Frații Evloghi Gheorghiev (3 octombrie 1819 –  5 iulie 1897) și Hristo Gheorghiev (1824 – 6 martie 1872) au fost negustori și bancheri bulgari, considerați cei mai bogați oameni de afaceri bulgari de la sfârșitul secolului XIX.
Evloghi a donat majoritatea averii sale pentru spitale, învățământ și fundații culturale. A cumpărat terenul și a donat banii necesari pentru construirea Universității din Sofia.
Evloghi Gheorghiev s-a născut la Karlovo, într-o familie de negustori prosperi. A studiat la Karlovo și Plovdiv. 
În 1837 s-a mutat la Galați, unde s-au asociat cu unchii săi din partea mamei. În primii ani s-a ocupat cu comerțul de orez, cereale și fier forjat. 

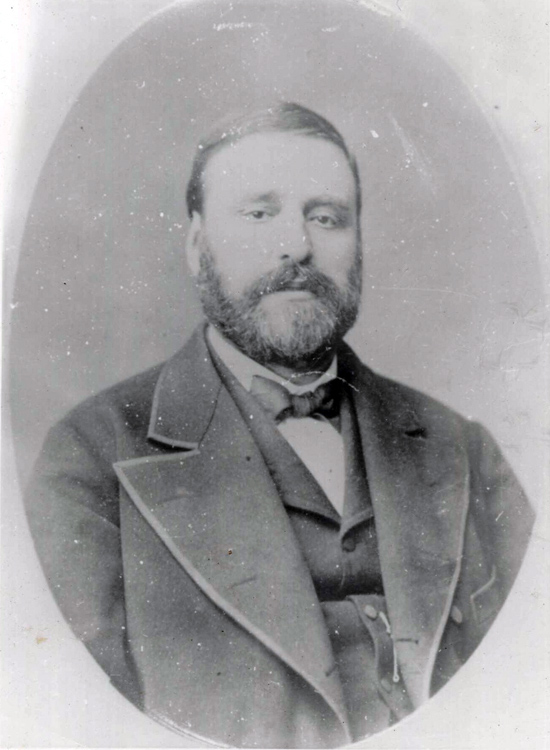
Hristo Gheorghiev

În 1841 i s-a alăturat fratele mai mic, Hristo, care conducea afacerile din București, în timp ce Evloghie se ocupa de cele din Galați. La începutul anilor 1850, compania a prosperat în urma colaborării cu compania greacă „Theologo” din Manchester. După ce acumulează suficient capital, se lansează în afaceri bancare. Afacerile prosperă în timpul Războiului Crimeei, cu ajutorul prințului Piotr Dimitrievici Gorceakov. După 1860 devin proprietari de moșii și imobile în orașele românești unde își desfășurau activitatea. În 1872, 90% din veniturile lor proveneau din operațiuni bancare. Devin acționari la societăți și bănci românești ca „Bragadiru”, „Banca Olănescu”, „Banca Românească”, prima societate de asigurare românească, „DACIA”. În 40 de ani de afaceri, frații Gheorghiev au reușit să-și sporească capitalul de 95 de ori.
A fost unul dintre fondatorii Bursei din București.

## Lupta pentru eliberarea Bulgariei
Frații Gheorghiev au fost membrii fondatori ai organizației Compania Virtuoasa, care aduna laolaltă bulgari cu dare de mână, și își propunea eliberarea Bulgariei de sub stăpânire otomană cu ajutorul Rusiei. Organizația a recrutat voluntari bulgari pentru Războiul Crimeei. Prin această organizație frații Gheorghiev au cheltuit sume importante pentru educație, activități literare și caritabile. Au susținut publicarea a numeroase cărți și manuale.
După moartea lui Hristo, în 1872, la vârsta de 48 de ani, Evloghi s-a mutat la București.  
Hristo Botev a avut relații tensionate cu frații Gheorghiev și nu a dorit să le ceară sprijin financiar, deși erau rude din partea mamei.   
În 1876 Evloghi a strâns ajutoare pentru victimele Răscoalei din aprilie 1876. În timpul Războiul Ruso-Turc (1877–1878), Evloghi a creat o rețea de informatori pentru Rusia, și a contribuit la aprovizionarea armatei ruse.
După eliberare, în 1880, Evloghi Gheorghiev a fost ales deputat în Adunarea a II-a Națională Ordinară, dar alegerea sa a fost anulată, pentru că nu era bulgar, ci cetățean rus.

## Activitatea filantropică
Frații Gheorghiev nu s-au căsătorit și au donat întreaga lor avere de 23 milioane leva aur. În testamentul său, Evloghi a ținut să aprecieze contribuția lui Hristo pentru crearea acestei uriașe averi.

### Sprijin pentru cultura bulgară
În 1894 Evloghi a donat 50.000 leva pentru construirea unui gimnaziu bulgăresc pentru fete la Salonic. 
De asemenea a prevăzut 120.000 leva pentru construirea unui spital bulgăresc la Istanbul.
A donat 500.000 leva orașului natal, Karlovo, pentru construcția unei fabrici de țesături de lână și a unei școli profesionale.
În 1869 frații Gheorghiev au înființat la Brăila Academia Bulgară de Științe, cunoscută sub numele Societatea Literară Bulgară.
Contribuie cu suma de 6.000 de franci pentru tipărirea la Viena a dicționarului lui Naiden Ghenov, primul dicționar al limbii bulgare.

### Acte de binefacere în România
În România, Evloghi Gheorghiev a donat în timpul vieții 100.000 leva spitalului din Galați.
În anul 1891, Evloghi sprijină înființarea Fundației Universitare „Carol I”, donând aceeași sumă de bani ca regele Carol I – 200.000 lei, sumă pe care o oferă și pentru construirea Ateneului Român. 
Prin testament a lăsat fonduri pentru numeroase instituții din România:
- Primăriei Capitalei un fond pentru săraci
- Primăriei orașului Galați
- Societății pentru învățătura Poporului român
- unui Azil de noapte
- Eforiei spitalelor civile
- azilului Elena Doamna
- 20.000 leva bisericii bulgare din București “pentru întreținerea școlii Chiril și Metodie”
- 200.000 leva Universității din București “pentru sprijinirea studenților săraci, dar harnici”

În timpul Războiul de Independență a României dăruiește o căruță sanitară, instrumentar chirurgical și cai armatei române. În anul 1883, Evloghie Gheorghiev oferea casele sale din strada Cuza Vodă din Galați, Spitalului Elisabeta – Doamna Caritatea Gălățeană.

### Universitatea din Sofia
După 1878, Evloghi a început să cumpere teren în Sofia, împreună cu prietenul său, bancherul Ivan Evstratiev Geșov. Au reușit să creeze o parcelă de 10.000 mp, care i-a costat 200.000 leva.   
După moartea lui Evloghi, construcția noului sediu al Universității din Sofia a fost amânată de procesele intentate de rude și s-a realizat între 1924 și 1934.  
La intrarea în Universitatea din Sofia, străjuiesc statuile celor doi frați Gheorghiev, executate de sculptorul Kiril Șivarov. 

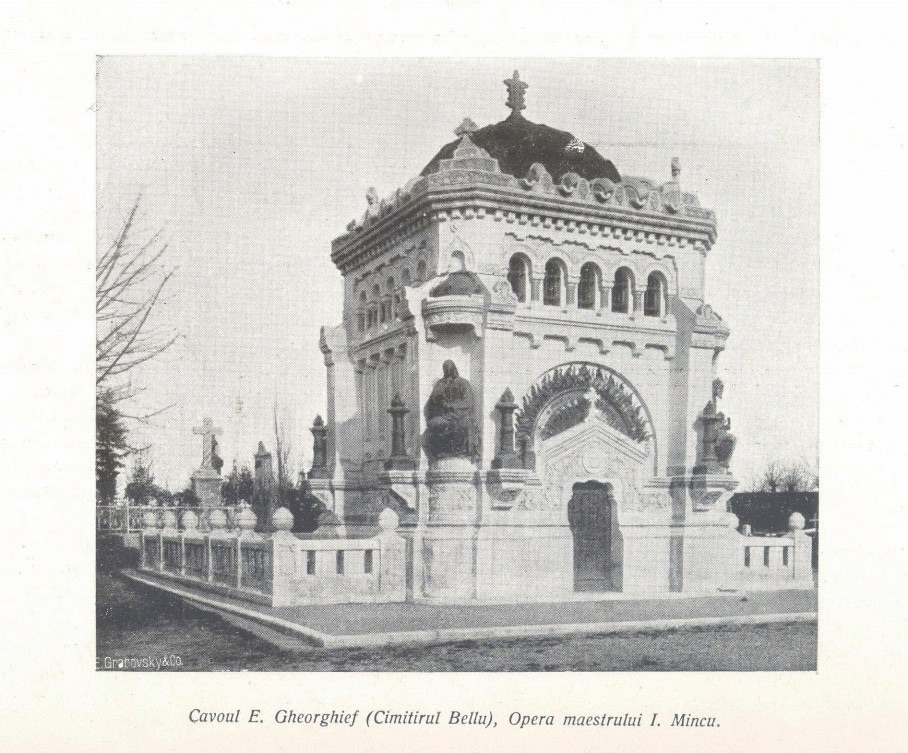
Cavoul din Cimitirul Bellu

## Mormântul fraților Gheorghiev
Evloghie și Hristo Gheorghiev sunt înmormântați la cimitirul Bellu din București. Monumentul funerar a fost construit între 1902 - 1907 de arhitectul Ion Mincu. Printre arhitecții care au lucrat la acest cavou, în atelierul lui Ion Mincu, s-au numărat Camil Sarvasy, Alexandru Clavel și  Edmond van Saanen Algi. 
Cele patru sculpturi care îi reprezintă pe apostolii evangheliști, Ioan, Luca, Marcu și Matei, sunt creația sculptorului Frederic Storck, și sunt considerate primele creații ale artei neobizantine. Cele opt sfeșnice care încadrau statuile au fost furate în anii ‘90. 

## Distincții
Pentru eforturile și realizările în domeniul public și social, i s-au conferit în timpul vieții mai multe distincții: Steaua și Coroana României, în gradul de mare ofițer; Cordoanele Sfintei Ana și Alexandru Nevschi rusești și Crucea Meritului bulgar. 